# 娑婆诃 (电影)
《娑婆诃》（韓語：사바하，羅馬化：Sabaha，港译《娑婆訶：六指人》）是一部2019年上映的韩国惊悚悬疑剧情片，由《黑祭司們》的导演張在現自编自导，李政宰、朴正民、李在仁及劉智泰主演。电影于2019年2月20日在韩国上映，仅上映首周就成为票房冠军。

## 剧情
故事从李金花和她的双胞胎姐姐的诞生开始。相传金花姐姐胎儿时期以她的腿为食，导致金花出生时腿部先天残疾。她们的母亲不久后去世，父亲也在不久后上吊自杀。被预言不会活太久的姐姐今年已经16岁了。如今，金花和刚搬到那里的祖父母住在一个偏远的村庄，他们以养狗为生。妹妹一直躲在公众视线之外，被关在后院的一个棚子里。她的出生从未登记过。一些当地人在萨满（女人）的帮助下调查了农场，因为当地的牲畜一直在行动。当他们调查后院的棚子时，蛇会从棚子里爬出来咬他们。
与此同时，致力于揭露邪教的朴牧师受雇调查“韩国东方教”，一个名为鹿野园，与佛教相关的神秘组织。警方也开始调查一具埋在混凝土中的女孩尸体。一个叫广目的人拜访了他的朋友金哲贞。哲贞是一名卡车司机，他承认自己辜负了父亲。他说死去的孩子们晚上来看他。广目让他去死。在对死去的女孩进行尸检后，法医发现她嘴里有一张护身符，病理学家回忆起过去的类似案例。警方通过他工作的建筑公司追踪死去的女孩找到金哲贞，当警察到达时，他从屋顶跳下。东方教的一名成员给了广目一张关于金花的信息表，他开始监视锦华她。
朴牧师派手下潜入“韩国东方教”。他发现该教不仅没有骗财骗色、教唆杀人，如同正常的宗教团体一般。但过于正常反而显得更不正常。朴得知东方教的经文是金风寺所著，他通过友人提点找到一篇关于佛教大师乃琼丹巴想见东方教创始人金济石撰写的经文。朴牧师朴得知金济朴牧师锡在大约20年前向青少年拘留中心捐赠了一笔巨款。他还了解到金济锡收养了四名杀害父亲的少年犯。其中一名男孩就是哲贞。朴牧师帕克根据图画推断除了广目以外的三个男孩已经死亡。这些图画显示他们是带有光环的神灵——四大天王。而这四天大王对应了四个弑父的少年，分别是增长天王蔡太根、广目天王郑罗汉、持国天王金铁进和多闻天王全相梵。
广目在金花的住处并计划勒死她。然而，一群鸟开始拍向窗户，这让广目感到困惑。然后他去了姐姐所在的棚屋。姐姐伸出手抓住他的腿，广目被吓跑了，赶紧前往鹿野园，并与一位年轻的追随者交谈。他告诉广目这个女孩就是蛇。广目会见了他垂死的“父亲”。他记得父亲给他起了广目的绰号，并说他是保护光明的星星之一。
朴牧师与乃琼丹巴交谈，后者讲述了他在1985年与明师或弥勒佛的一次相遇。他告诉朴牧师，这个人已经长生不老了。他看到了师父的六指。他说尽管大师出生于1899年，但他仍然健在。朴问起东宫经中提到的“蛇”会杀死“光”。丹巴说蛇是上人的天敌。丹巴说他给上师一个神谕说他的天敌将在一百年后出生在上师出生的地方并熄灭灯火。帕克向天巴询问经典中的数字，但他无法提供帮助。朴推断邪教创始人金济锡是“光”，四位“守护者”的出生地刚好围住了金济锡的家乡宁武。1999年出生在他家乡的所有女孩都被杀了。在他的不懈努力下，经文中的数字成功被破解。出现在经文里数字实际上是1999年出生，所有女孩的出生登记号码。
与此同时，广目绑架了金花并准备杀死她。她问为什么她必须死。他说她生来就是邪恶的，但死亡并不是终点。金花告诉广目关于她姐姐的事，并要求他也杀了她，这样她就可以在下一世投生为人，不再痛苦。广目找到姐姐并准备勒死她。她已不再是平时那丑陋的外表，变成了佛陀的姿态。她告诉他，她一直在等他，她是在他流血后的噩梦中安慰他的人。她在他的噩梦中为他唱着同一首歌。她告诉他在他称为父亲的人身上寻找标记（六个手指）并杀死他。
广目回到住所，告诉心腹发生了什么事。他去检查他垂死的父亲的手，但他只有五个手指。心腹将广目引诱到谷仓并射杀了他。跟踪广目的朴牧师成功把他救下。真正的金济石把广目放在汽车后座上，然后开车去杀死金花的妹妹。
开车时，真正的金济石告诉广目，他很快就会死去。他告诉他，他称为父亲的那个人实际上是他的门徒，他的替身。他告诉他，他就是光，广目是保护他的星星之一。他告诉他不要为他们的行为感到难过。他告诉他，他已经赢得了与时间的赛跑，有些事情他必须为世界做，并愿意让他继续服务。广目想用安全带勒死他，并告诉金济石他是一个渴望生存的掠食者。汽车最终撞毁了，但金济石仍毫发无伤的走了出来，奄奄一息的广目放火点燃燃料。一团火把金济石围住，成功杀死了他。
金济石逝世的同时，金花也奄奄一息，然后在妹妹的怀里，永远闭上了双眼。

## 演员阵容
- 李政宰 饰演 朴雄宰，牧师
- 朴正民 饰演 郑罗汉（广目）
- 李在仁 饰演 李金花
- 劉智泰 饰演 金东秀
- 郑进永 饰演 黄班长
- 李大卫 饰演 高约瑟夫（Joseph）
- 陈善奎 饰演 海安和尚，朴牧师的高中后辈
- 池承炫 饰演 金哲贞，卡车司机
- 田中泯（英语：Min Tanaka） 饰演 乃琼丹巴
- 车顺裴 饰演 龙武大师
- 黃汀旼 饰演 申劝师
- 李恒娜（英语：Lee Hang-na） 饰演 朴恩惠
- 郑东焕 饰演 金济石的门徒兼替身
- 文昌吉 饰演 李金花的爷爷
- 李珠实 饰演 李金花的奶奶
- 車來亨 饰演 赵警官
- 吴允红 饰演 莲花菩萨
- 金洪发 饰演 监狱所长
- 金琴顺 饰演 祭天巫婆
- 朴智焕 饰演 张石
- 金昭淑 饰演 哲贞的母亲
- 权贵彬 饰演 罗汉的母亲
- 文淑 饰演 明熙
- 李大贤 饰演 医生
- 裴海善 饰演 法医
- 尹敬浩 饰演 牧场主人
- 郑瑞仁 饰演 牧场主人的妻子
- 白胜哲 饰演 李金花的父亲
- 金贤晶 饰演 李金花的母亲
- 金胜铉（英语：Kim Seung-hyun (basketball)） 饰演 汽车修理工（特别出演）

## 发行
《婆娑诃》于2019年2月20日在韩国上映。

## 票房
《婆娑诃》首映当天就吸引了约19万名观众，力压《雞不可失》和《证人》夺得单日票房冠军，并在上映第5天（2月24日）达到100万名观影人次，3月2日（周六）观影人次突破200万名。最终观影人次为239万名。

## 奖项与提名
| 年份 | 颁奖礼                 | 奖项                    | 入围者         | 结果 | 备注        |
| ---- | ---------------------- | ----------------------- | -------------- | ---- | ----------- |
| 2019 | 第55届百想艺术大奖     | 电影部门 最佳电影       | 不適用         | 提名 | [ 6 ]       |
| 2019 | 第55届百想艺术大奖     | 电影部门 最佳导演       | 張在現         | 提名 | [ 6 ]       |
| 2019 | 第55届百想艺术大奖     | 电影部门 女子新人演技奖 | 李在仁         | 獲獎 | [ 6 ]       |
| 2019 | 第40屆青龍電影獎       | 最佳导演                | 張在現         | 提名 |             |
| 2019 | 第40屆青龍電影獎       | 最佳剧本                | 張在現         | 提名 |             |
| 2019 | 第40屆青龍電影獎       | 最佳新人女演员          | 李在仁         | 提名 |             |
| 2019 | 第40屆青龍電影獎       | 最佳技术（视觉效果）    | 孙承贤         | 提名 |             |
| 2019 | 第40屆青龍電影獎       | 最佳美术                | 徐圣景         | 提名 |             |
| 2019 | 第40屆青龍電影獎       | 最佳配乐                | 金泰成         | 獲獎 |             |
| 2019 | 第40屆青龍電影獎       | 最佳摄影照明            | 金泰洙、全英锡 | 提名 |             |
| 2019 | 第39届黄金摄影奖颁奖礼 | 最佳新人女演员          | 李在仁         | 獲獎 |             |
| 2019 | 第28屆釜日電影獎       | 最佳新人女演员          | 李在仁         | 提名 |             |
| 2019 | 第28屆釜日電影獎       | 最佳配乐                | 金泰成         | 提名 |             |
| 2019 | 第3届申电影艺术电影节  | 最佳新人演员            | 李在仁         | 獲獎 |             |
| 2020 | 第56屆大鐘獎           | 最佳导演                | 張在現         | 提名 | [ 7 ] [ 8 ] |
| 2020 | 第56屆大鐘獎           | 最佳剧本                | 張在現         | 提名 | [ 7 ] [ 8 ] |
| 2020 | 第56屆大鐘獎           | 最佳新人女演员          | 李在仁         | 提名 | [ 7 ] [ 8 ] |
| 2020 | 第56屆大鐘獎           | 最佳技术（视觉效果）    | 孙承贤         | 提名 | [ 7 ] [ 8 ] |
| 2020 | 第56屆大鐘獎           | 最佳美术                | 徐圣景         | 獲獎 | [ 7 ] [ 8 ] |
| 2020 | 第56屆大鐘獎           | 最佳配乐                | 金泰成         | 提名 | [ 7 ] [ 8 ] |
| 2020 | 第56屆大鐘獎           | 最佳照明                | 全英锡         | 獲獎 | [ 7 ] [ 8 ] |
| 2020 | 第56屆大鐘獎           | 最佳剪辑                | 郑秉镇         | 提名 | [ 7 ] [ 8 ] |
| 2020 | 第14屆亞洲電影大獎     | 最佳配乐                | 金泰成         | 提名 |             |